# Weingut Gesellmann
Das Weingut Gesellmann in Deutschkreutz ist ein österreichisches Weingut im Weinbaugebiet Mittelburgenland.

## Geschichte
Die Familie Gesellmann wurde 1767 erstmals urkundlich als Weinproduzent in Deutschkreutz genannt. Bekannt wurde das Weingut unter der Leitung von Engelbert Gesellmann (1935–2021), einem der österreichischen Rotweinpioniere, der bereits Mitte der 1980er Jahre Cabernet Sauvignon auspflanzte und mit Barriques experimentierte. Das Weingut war einer der ersten Betriebe Österreichs, die eine Top-Cuvée aus internationalen Sorten erzeugte.
Seit 1993 wird der Familienbetrieb von Albert Gesellmann geführt. Nachdem zunächst eine Zeitlang internationale Rotweinsorten eine vorrangige Rolle gespielt hatten, besann sich Albert Gesellmann zusehends auch des Potenzials autochthoner österreichischer Rebsorten, insbesondere des Blaufränkischen. Vom Weinstil her favorisiert Albert Gesellmann nach eigener Aussage kräftige Weine mit Volumen und Statur.
Das Weingut ist Mitglied der Renommierten Weingüter Burgenland (RWB).

## Lagen, Sorten
Die Rebfläche beträgt 40 Hektar (Stand 2016), wovon 90 Prozent mit roten Rebsorten, hauptsächlich Blaufränkisch und Cabernet Sauvignon, aber auch St. Laurent, Spätburgunder, Merlot, Zweigelt und Syrah, bestockt sind. Bei den weißen Sorten überwiegen Chardonnay und Sauvignon Blanc. Als mittelburgenländische Raritäten erzeugt das Weingut Gesellmann in geeigneten Jahren auch Hochprädikatsweine (Trockenbeerenauslesen), die zum Teil durch Barriqueeinsatz gestützt werden.
Die Jahresproduktion erreichte 2011 rund 200.000 Flaschen; die bekanntesten Weine sind die Cuvées Opus Eximium (Außergewöhnliches Werk) und Bela Rex (der Name bezieht sich auf den ungarischen König Bela IV.). Spitzenwein des Betriebes ist seit 1997 die Cuvée G aus den Sorten Blaufränkisch und St. Laurent. Zu den Premiumweinen zählt auch der Blaufränkisch hochberc, mit dem Gesellmann 2008 den Falstaff-Sieg errang. Aus einem Weingarten am Deutschkreutzer Hochberg, der in alter Wirtschaftsweise („Stockkultur“) mit einem Pferd bearbeitet wird, stammt der Premiumwein Blaufränkisch hochberc Stockkultur.